# مسجد الشيخ جرجيس
مسجد الشيخ جرجيس من مساجد العراق الأثرية القديمة ويقع في مدينة كركوك في العراق، وشيد المبنى عام 1245 هـ/1830م، ولقد أجرى مجموعة من أهالي كركوك أعمال الصيانة والتعمير في الجامع عام 1351 هـ/1933م، وتبلغ مساحته 200م2، ويحوي المسجد على بقايا تراثية تتمثل بأربعة أقواس مع قطع تراثية مدون عليها تاريخ إنشاء المسجد كما يعلوهُ قبة، ويحوي على فضوة صغيرة، وفيهِ قبر لإمام المسجد الشيخ الملا عبد العزيز بن الملا زينل خليفة الشيخ علي الطالباني، والمتوفي عام 1369 هـ/1950م، والمسجد يحمل أسم الخادم والمؤذن (الشيخ جرجيس)، الذي كان في خدمة المسجد لغاية وفاته في عام 1409 هـ/1988م.
وتقام في الجامع حالياً صلاة الجمعة وصلاة العيدين والصلوات الخمس.